# 天天天国地獄国
「天天天国地獄国」（てんてんてんごくじごくごく）は、Aiobahn +81 feat. ななひら & P丸様。による楽曲。

## 制作
EDM系のアーティストであるAiobahnの別名義「Aiobahn +81」が作曲・編曲を行っており、別名義としては本作が第1弾シングルとして位置付けられている。歌詞はIOSYSの夕野ヨシミが書き、ななひらとP丸様。が歌唱を行っている。ミュージック・ビデオは、イラストとアニメーションをodyk、モーショングラフィックスをにへが担当している。

## 音楽性
ニコニコ動画で流行した電波ソングを想起させる曲調で、先の読めない楽曲展開を特徴としている。90年代のレイヴィー・ダンスポップの要素が含まれている。歌詞の世界観は、天国と地獄の間で天使と悪魔が出会い、新たな門戸が開かれた世界が舞台となっている。壮大な歌詞と、可愛さを強調したボーカルのギャップがキャッチーさを形成している。

## 反応
本作はビルボードの「JAPAN Heatseekers Songs」（集計期間:2025年5月5日～5月11日）で第10位となった。